# جوباص
جوباص، هي شركة مساهمة مصرية، تعمل في مجال النقل البري بالحافلات داخل مصر بين المدن والمحافظات المصرية، وكذلك خارج مصر إلى ليبيا، ودول مجلس التعاون الخليجي، أنشأت سنة 1998 تحت اسم "شركة الجونة للنقل البري"، تمتلك وتقدم عدة خدمات وعلامات تجارية في مجال النقل مثل جو ميني، جو ليمو، العاصمة، والحصان الذهبي، يبلغ عدد فروع الشركة 40 فرع في مختلف أنحاء الجمهورية، وتقدم خدمات النقل في 21 مدينة داخل مصر، ووصل أسطول الشركة في نهاية سنة 2021 إلى 200 حافلة.

## معرض الصور

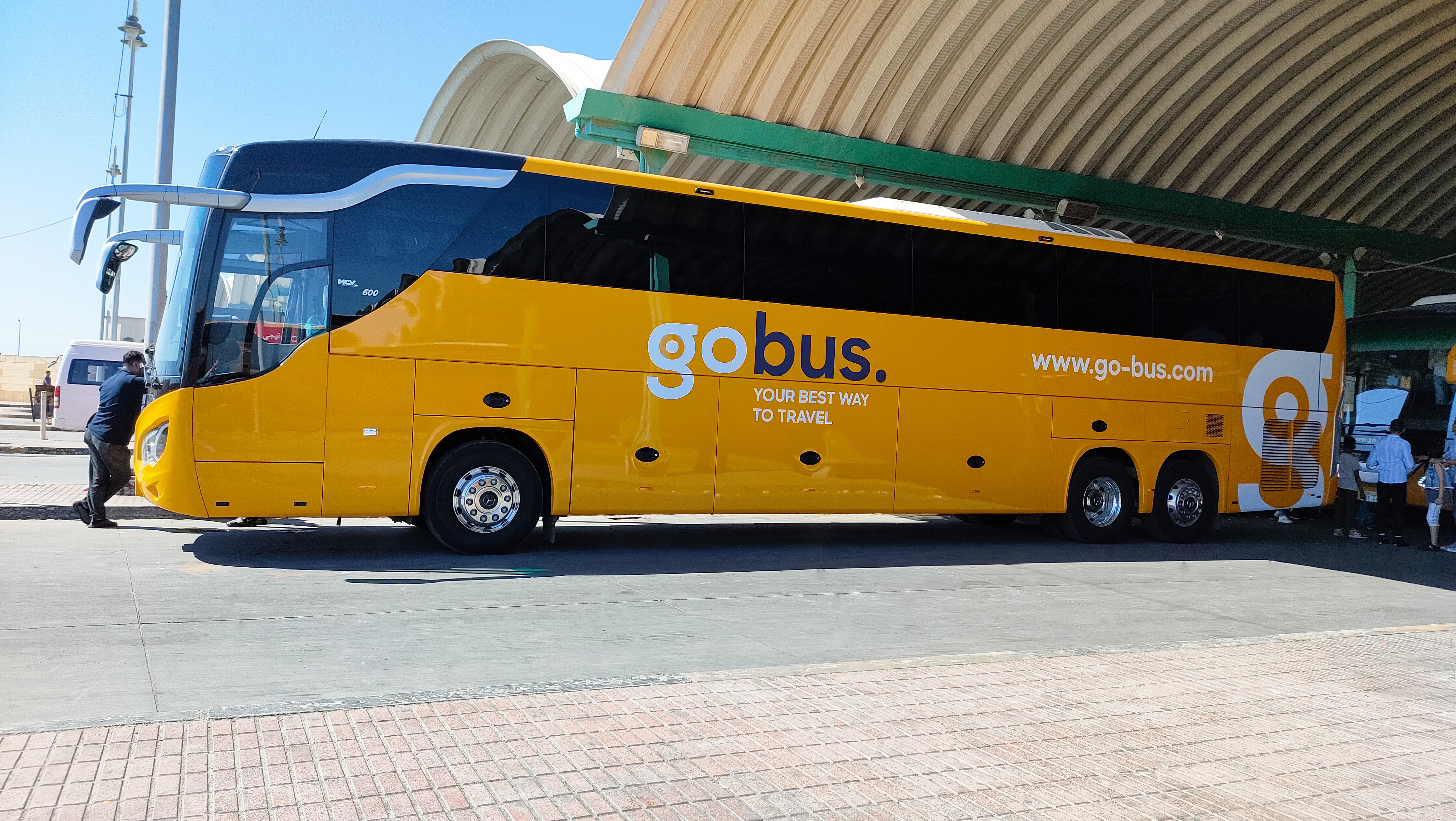
حافلة من طراز مرسيدس-بنز
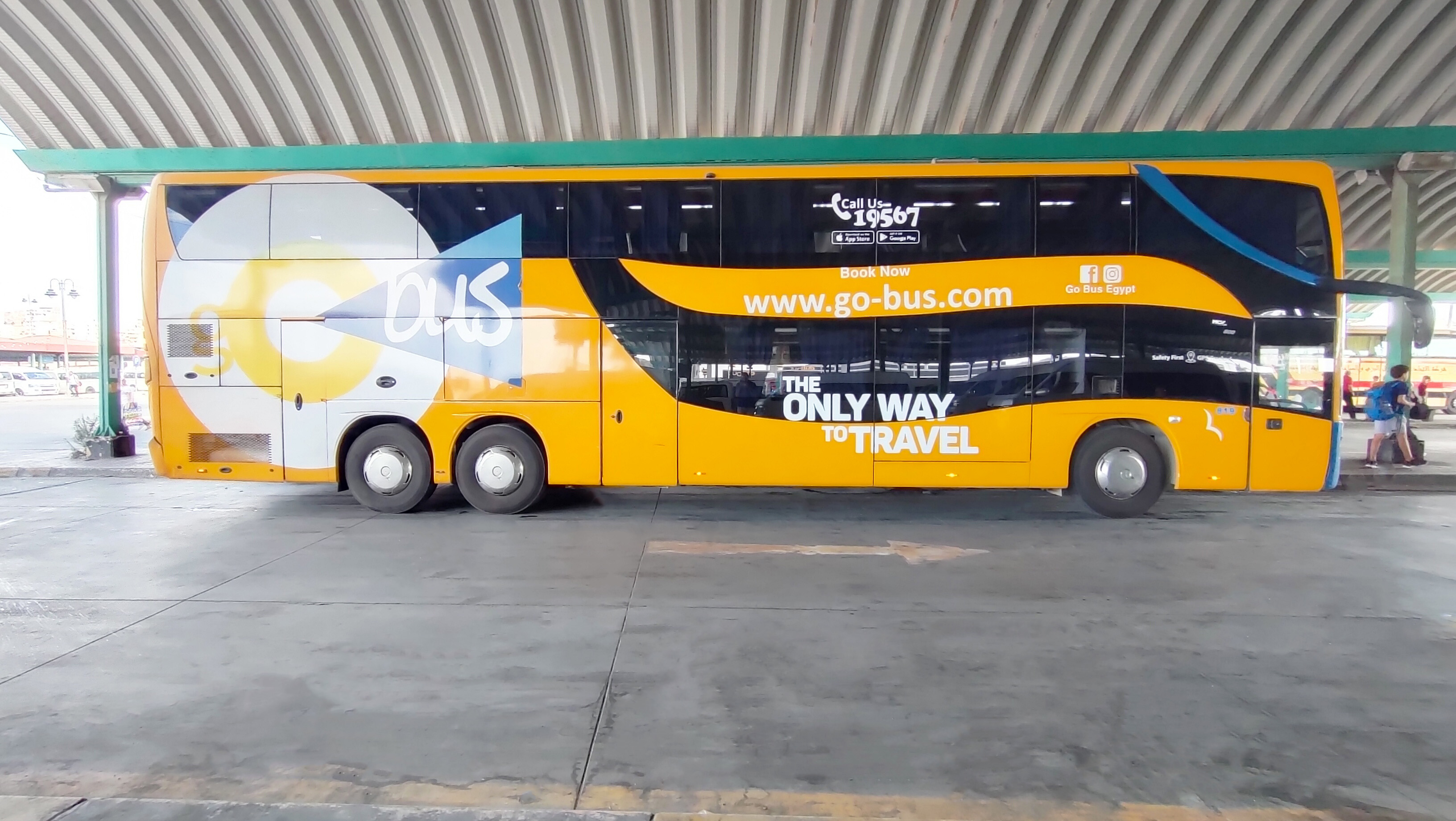
حافلة من طراز مرسيدس-بنز
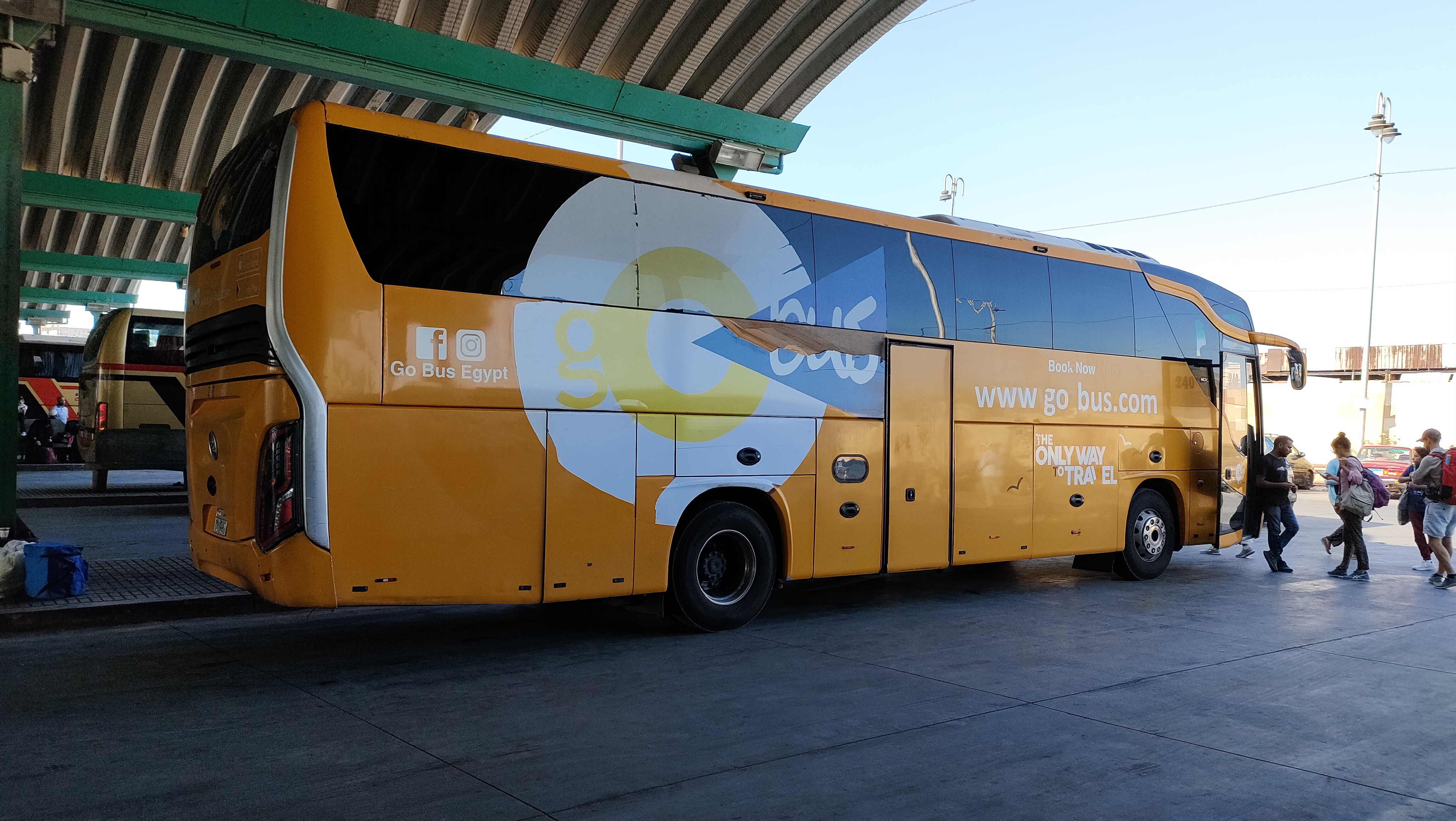
حافلة من طراز مرسيدس-بنز
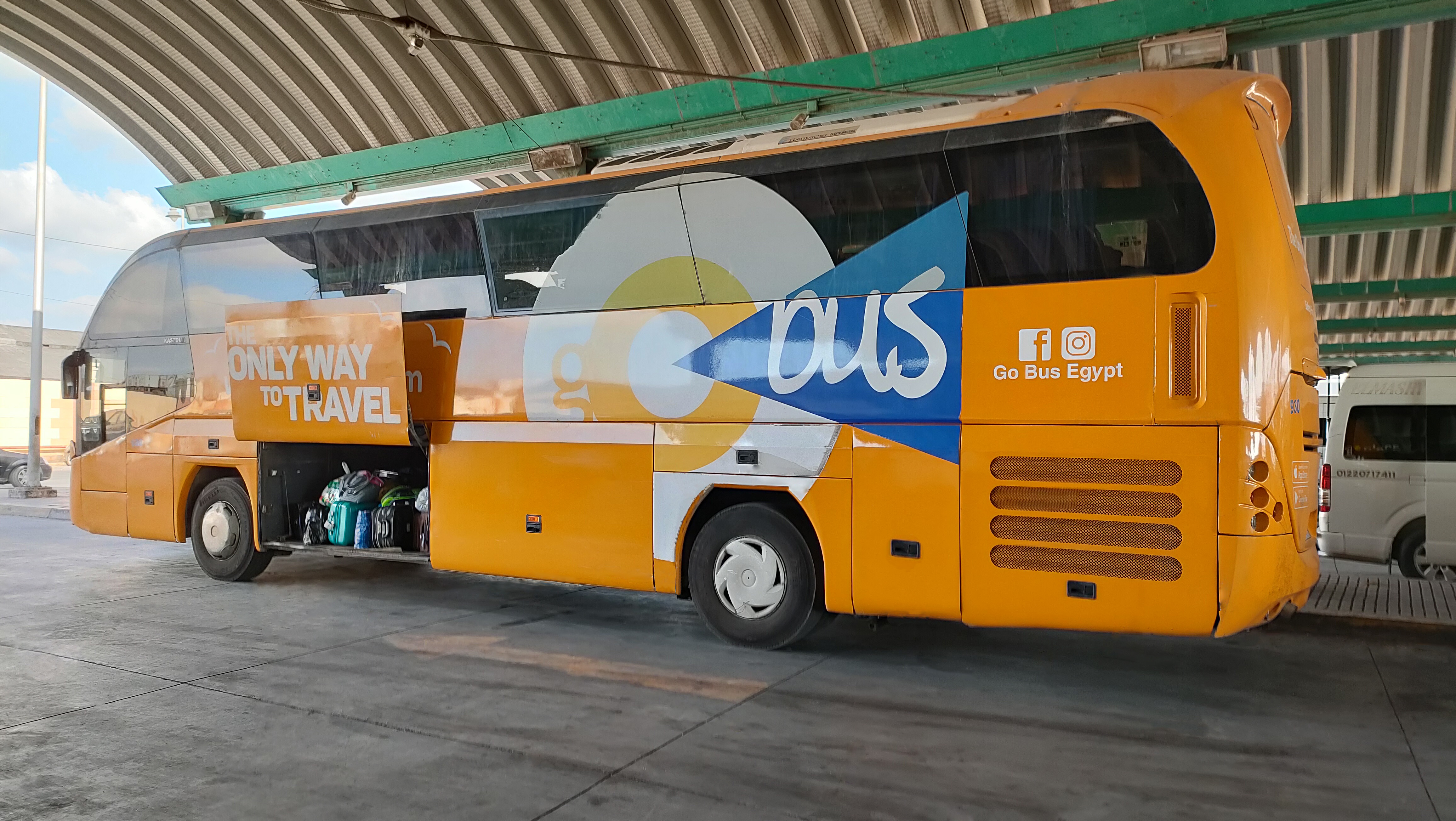
حافلة من طراز مان
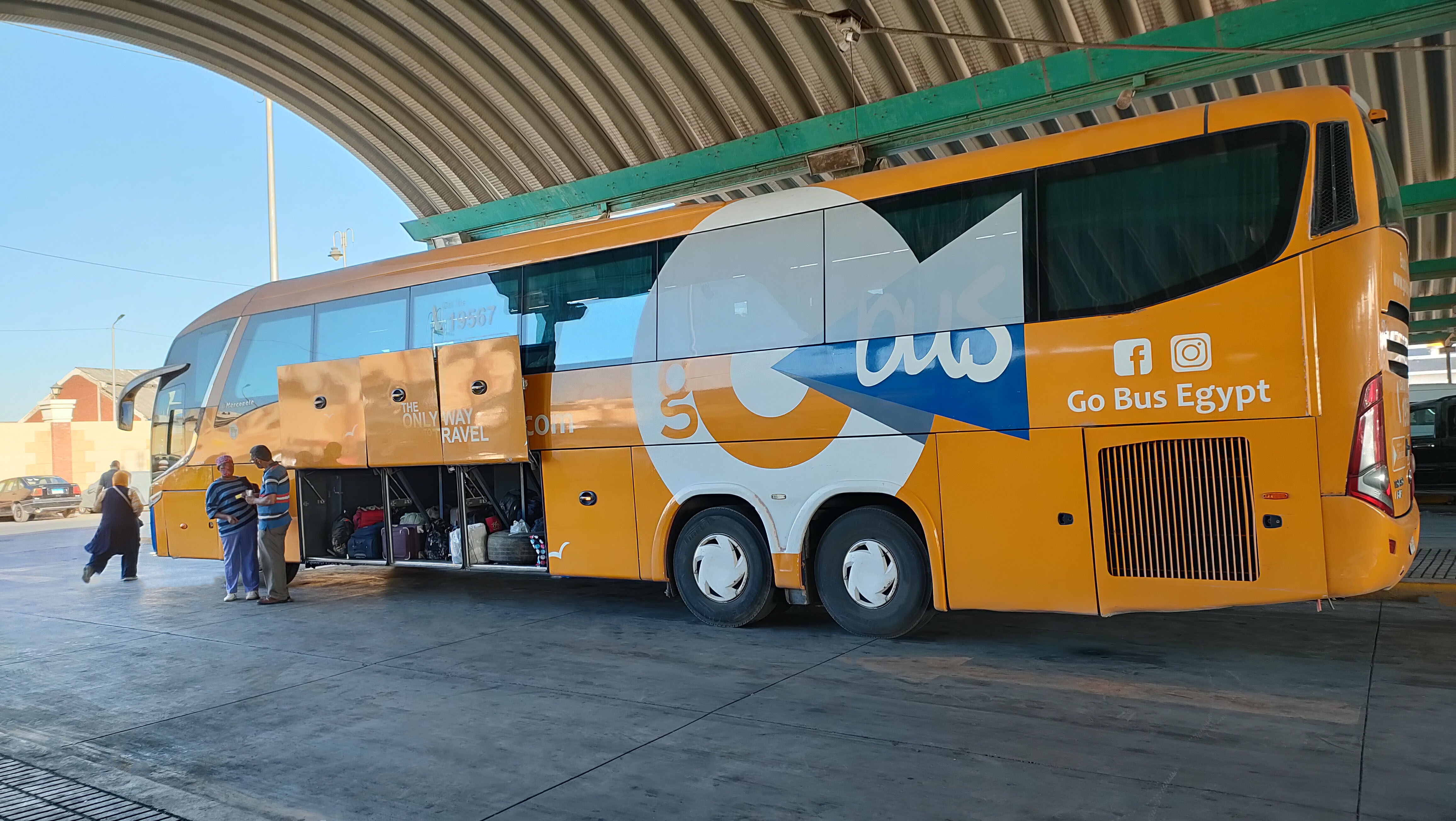
حافلة من طراز فولفو
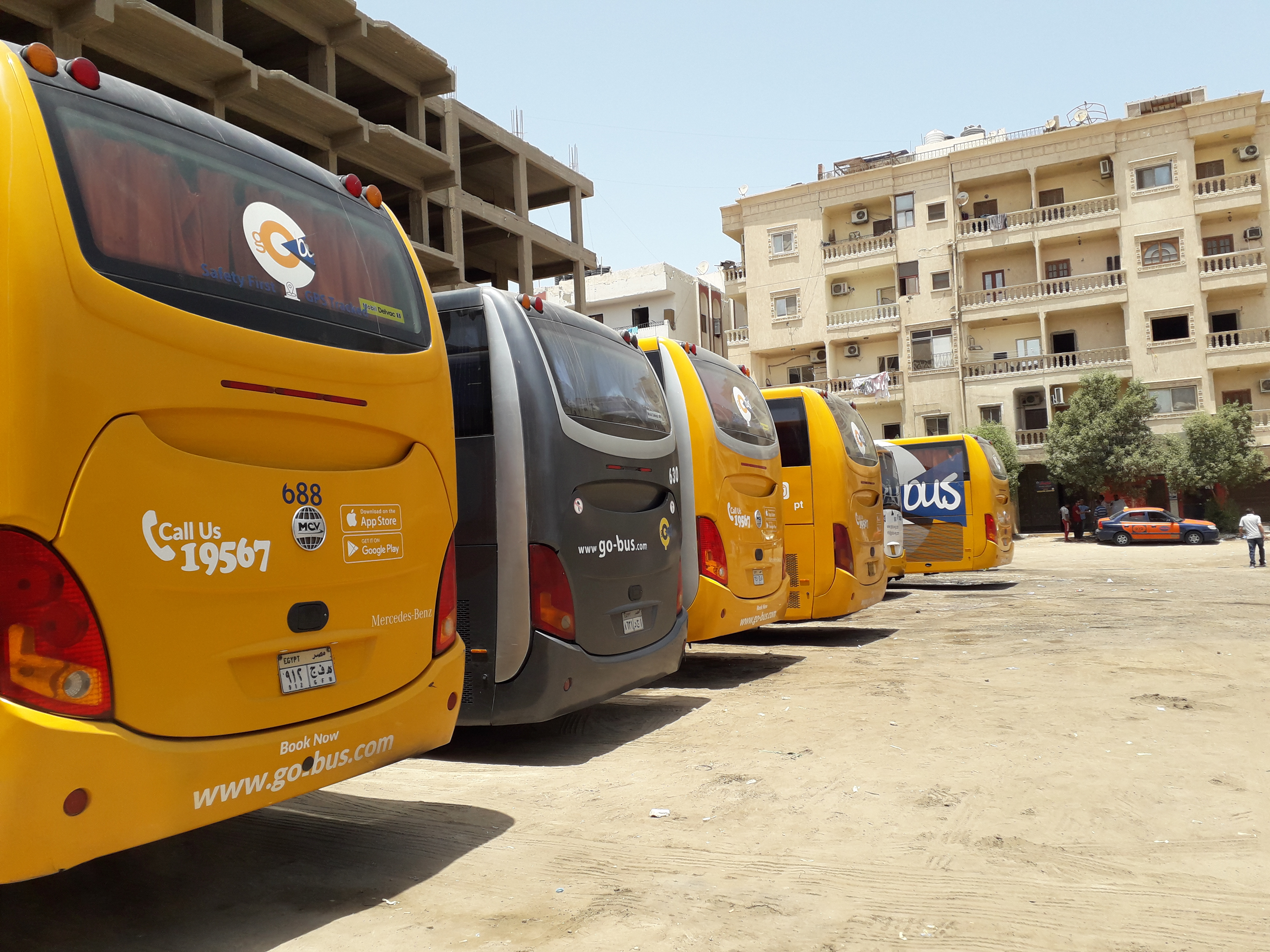
حافلات من طراز مرسيدس-بنز
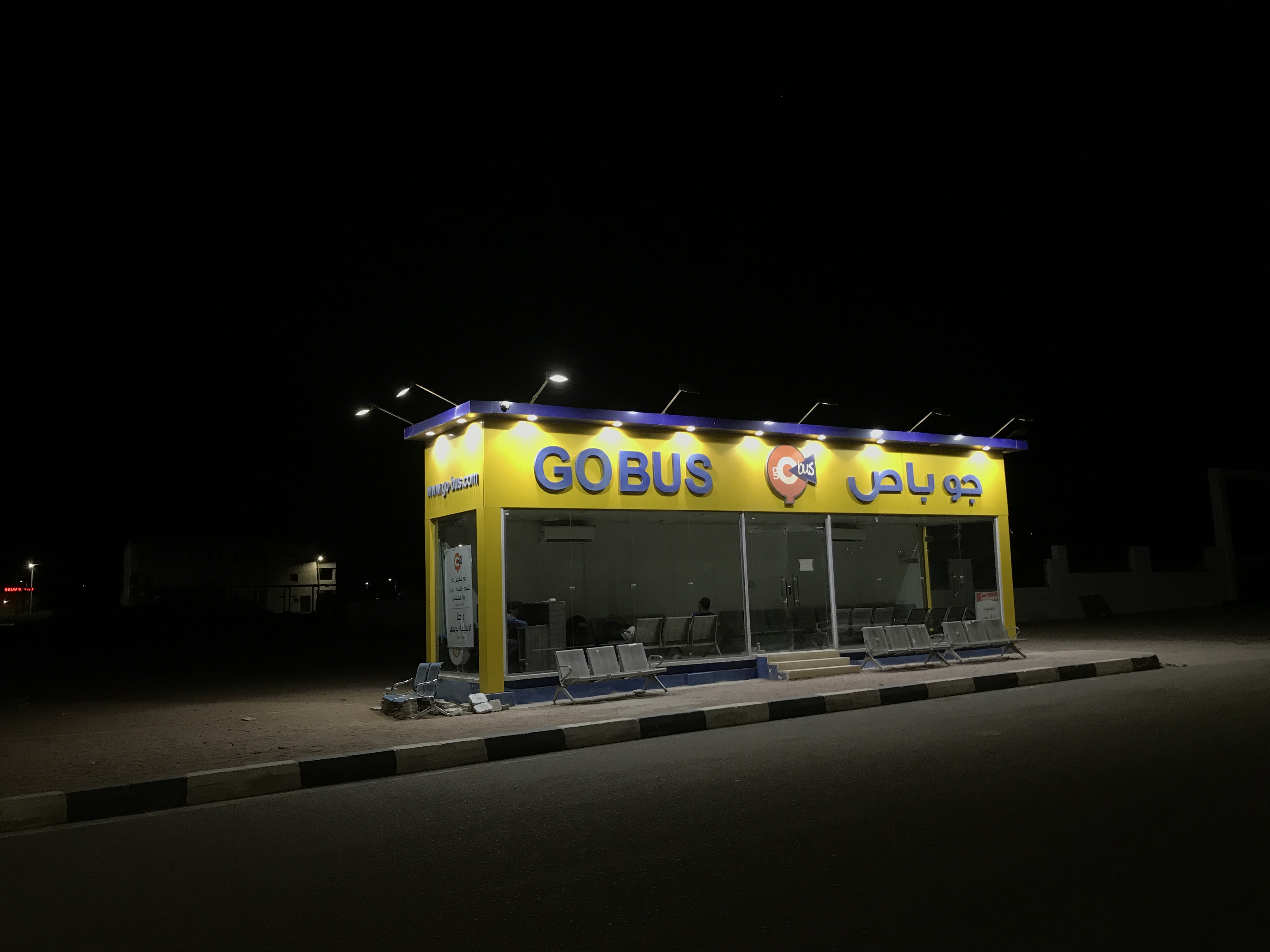
أحد محطات الشركة
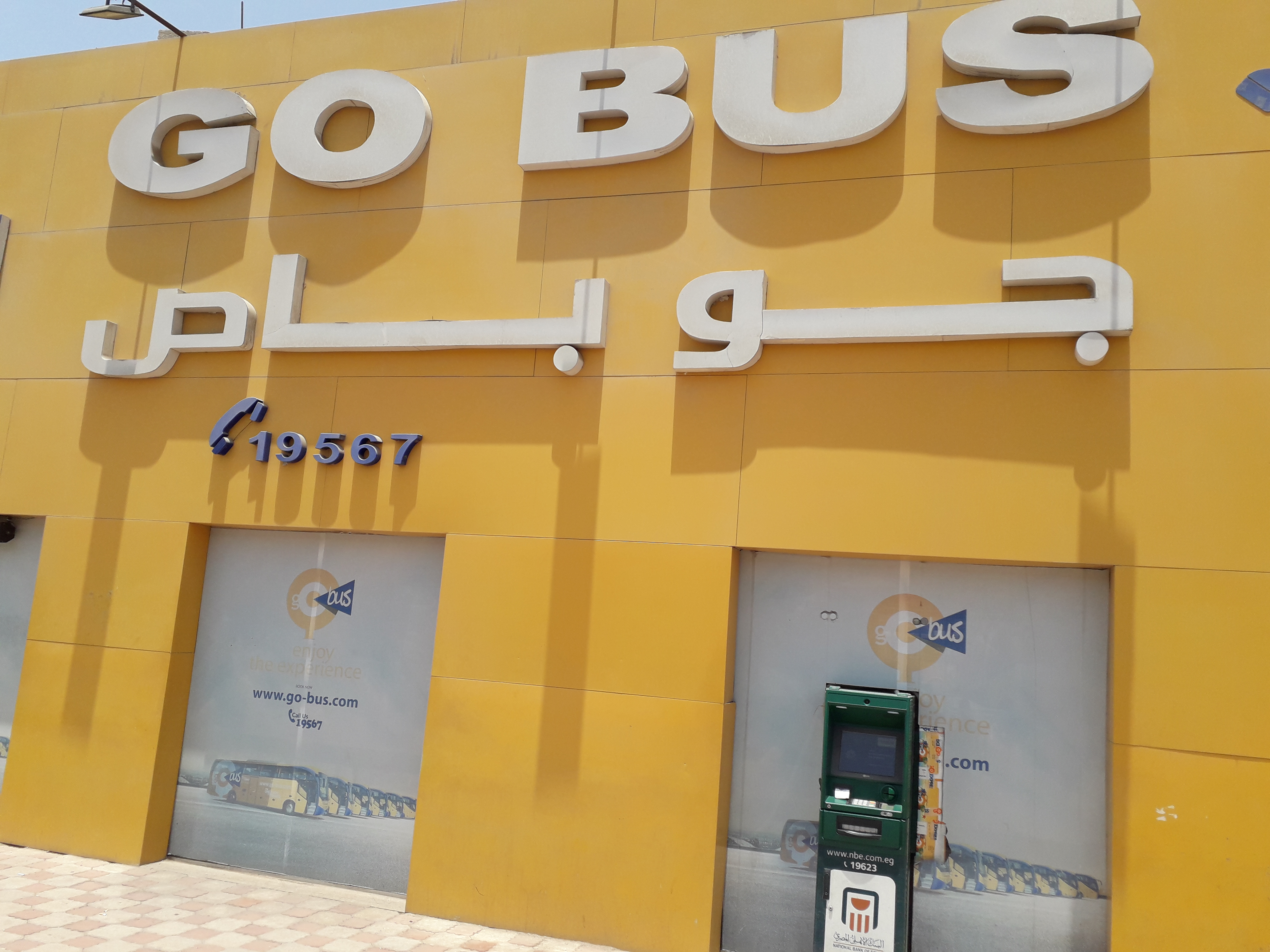
أحد محطات الشركة

## وصلات خارجية
- الموقع الرسمي للشركة.
- الصفحة الرسمية للشركة على موقع فيس بوك.